# 松嶺区
松嶺区（しょうれい-く）は中華人民共和国黒竜江省大興安嶺地区に位置する区。本区は中華人民共和国民政部の行政区画データにおいて、内モンゴル自治区フルンボイル市オロチョン自治旗の一部である。

## 歴史
旧来は内モンゴル自治区オロチョン自治旗の管轄地域であった。1964年8月10日、大興安嶺特区として分割され、1965年7月に松嶺林業公司（1970年林業局に改編）が成立した際に松嶺区が設置され、地方行政組織と国営企業の一体化としての区が成立した。

## 行政区画
下部に3鎮を管轄：
- 鎮：小揚気鎮、勁松鎮、古源鎮

## 交通

### 鉄道
- 中国国家鉄路集団
  - 中国鉄路ハルビン局集団公司
    - 富西線（ジャグダチ方面）- 翠峰駅（中国語版） - 小揚気駅（中国語版） - 古源駅（中国語版） - 大揚気駅（中国語版） - 勁松駅（中国語版） - 新天駅（中国語版） -（漠河方面）

## 健康・医療・衛生
- 黒竜江大興安嶺松嶺区人民医院